# The Gypsy Queen
The Gypsy Queen es un cortometraje cómico estadounidense de 1913 dirigido por Mack Sennett y protagonizado por Roscoe "Fatty" Arbuckle y Mabel Normand.

## Argumento
Fatty abandona a Mabel, la reina de los gitanos, por otra mujer. Entonces ella le ata a un árbol y le amenaza con una serpiente.

## Reparto
- Roscoe Arbuckle - Fatty
- Mabel Normand - La reina de los gitanos
- Nick Cogley